# Jardim América (Goiânia)
O Jardim América é um bairro da região sul de Goiânia.
Segundo dados do censo do IBGE em 2010, é o bairro mais populoso do município, contando uma aglomeração de cerca de quarenta e um mil pessoas.

## Localização
Fica situado na região sul de Goiânia, fazendo divisa com outros bairros, como o Bueno, Nova Suíça, Parque Amazônia e Parque Anhanguera. É um dos maiores bairros da cidade.

## Lazer
Destacam-se no bairro a Praça da T-8(C-171),Praça Santos, a Praça dos Esportes e uma nova praça localizada atrás do Ginásio da T-9.

## Comércio
Um dos principais espaços de comércio do Jardim América é a feira do CEPAL que funciona às quintas e domingos de manhã. Tem hipermercados, além de farmácias, diversas lojas, campos de futebol  e diversas lojas de variedades, além da cultura da culinária do churrasco com referências como Churrascaria Gramado, Buteko do Gordinho, Piry Bar, Bar Frango Gaúcho, Baxim Bar e Botequim AGORA.

## Esportes
Possui um bom time de futsal que disputa o campeonato goianiense de futsal e que já conquistou o título de campeão 5 vezes além de um vice campeonato.

Além disso o Jardim América possui um time de futebol sub-16 que disputa o campeonato goiano sub-16 realizado pela Federação Goiana de Futebol.